# Ladomerská Vieska
Ladomerská Vieska – wieś (obec) na Słowacji położona w kraju bańskobystrzyckim, w powiecie Żar nad Hronem. Pierwsze wzmianki o miejscowości pochodzą z roku 1335. 
Według danych z dnia 31 grudnia 2012, wieś zamieszkiwało 828 osób, w tym 416 kobiet i 412 mężczyzn.
W 2001 roku rozkład populacji względem narodowości i przynależności etnicznej wyglądał następująco:
- Słowacy – 97,62%
- Czesi – 1,25%
- Romowie – 0,13%
- Rusini – 0,13%
- Ukraińcy – 0,13%

Ze względu na wyznawaną religię struktura mieszkańców kształtowała się w 2001 roku następująco:
- Katolicy rzymscy – 82,83%
- Grekokatolicy – 0,13%
- Ewangelicy – 0,5%
- Ateiści – 12,78%
- Nie podano – 2,88%